# El otoño del patriarca
O Outono do Patriarca (El otoño del patriarca em castelhano) é um romance do escritor colombiano Gabriel García Márquez, publicado em 1975.
Este romance é considerado uma fábula centrada na saudade do poder, cuja acção se desenvolve num país fictício nas margens do Mar das Caraíbas governado por um ditador, um general ancião, que recria o estereótipo das ditaduras da América Latina do século XX, quanto à concentração do poder num militar só.
Neste livro García Márquez elabora largos parágrafos sem pontos, entrelaçando pontos de vista narrativos distintos; numa espécie de monólogo múltiplo em que os intervêm vários elementos não identificados.

## Alusões históricas e geográficas
García Márquez ridiculariza as práticas das altas patentes militares com os seus jovens herdeiros (a quem legam o poder), e os gastos assoberbados das suas famílias e compadres. Um retrato bastante realista é traçado da figura do director dos serviços secretos, que em pouco tempo controla todos os movimentos do general e constrói um aparelho de terror e repressão política.
Este retrato é também um dos mais poderosos: "conselheiros" marcaram as práticas corruptas e o registo opressor de muitas das ditaduras da América Latina. Trujillo na República Dominicana levou a cabo dezenas de assassinatos e campanhas de terror contra exilados dominicanos sob a direcção do chefe dos serviços secretos Johnny Abbes García, e no Peru durante o regime de Alberto Fujimori um sistema corrupto estava organizado pelo chefe do Servicio de Inteligencia Nacional Vladimiro Montesinos.

## Repercussão
Segundo pesquisa do Instituto do Livro Espanhol, o livro foi o mais vendido na Espanha no ano de 1975.